# Künstlerhaus Dresden-Loschwitz

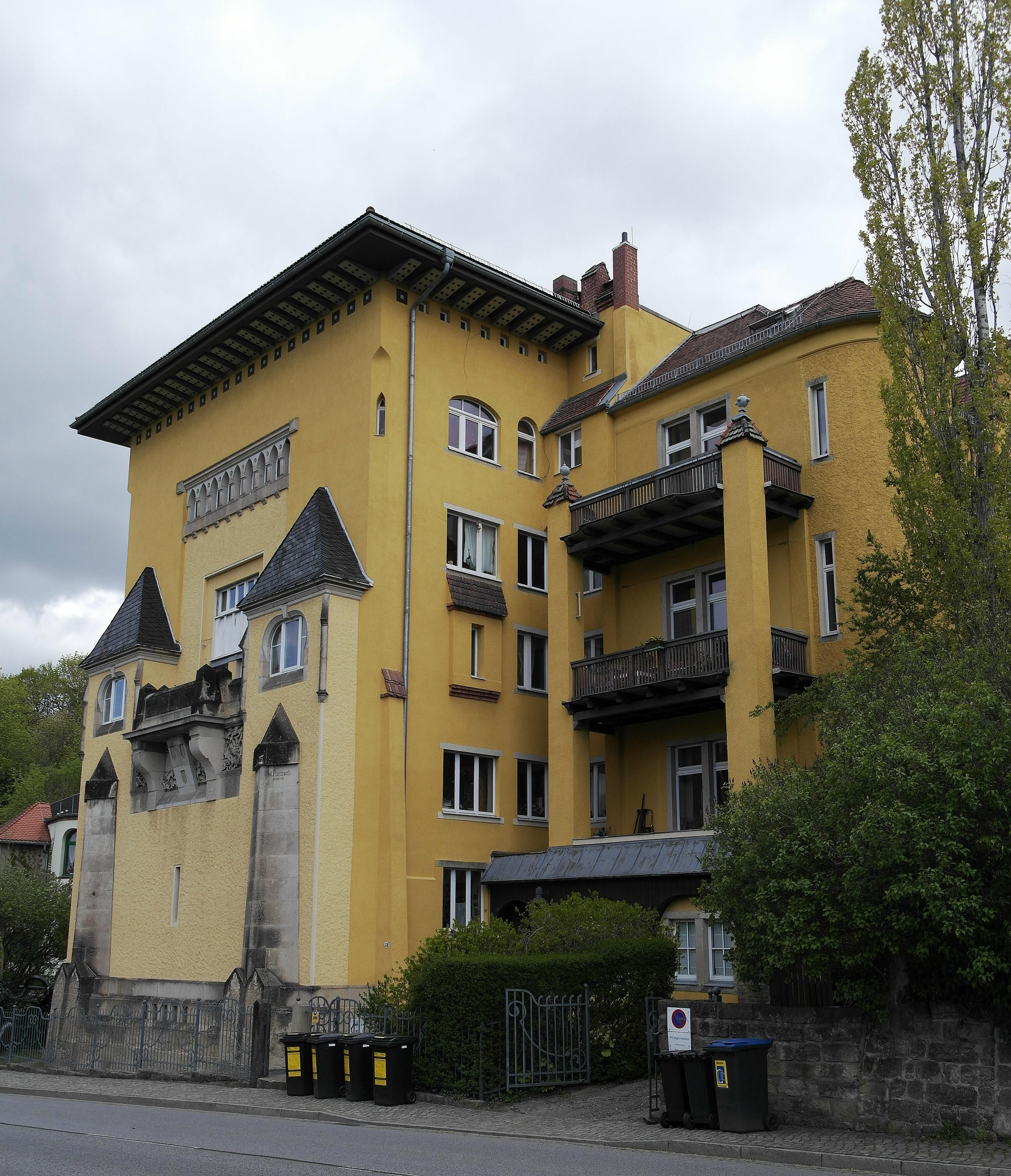
Das Große Künstlerhaus in Dresden-Loschwitz

Das Künstlerhaus Dresden-Loschwitz ist ein Gebäude im Dresdener Stadtteil Loschwitz in der Pillnitzer Landstraße 59.

## Geschichte
Das Künstlerhaus wurde auf dem Gelände des ehemaligen Weinbergs Unger im damals noch selbständigen Dresdner Villenvorort Loschwitz erbaut und im Frühjahr 1898 nach reichlich einjähriger Bauzeit fertiggestellt. Konzipiert, entworfen und ausgeführt wurde es von dem Dresdner Architekten Martin Pietzsch (1866–1961). Sechzehn Ateliers und Arbeitsräume sowie zwölf Wohnungen bieten seitdem bildenden Künstlern verschiedener Ausrichtung – Malern, Bildhauern, Graphikern – Wohn- und Arbeitsmöglichkeiten. Nach zuvor gelungenen ersten Atelierbauten wagte Pietzsch sich an das Objekt, was nach der Fertigstellung kontrovers beurteilt wurde.
Mit dem Künstlerhaus entstand ein künstlerischer Mittelpunkt am Loschwitzer Elbhang. Um die Jahrhundertwende herrschte Mangel an bezahlbaren Ateliers in Dresden. Martin Pietzsch hatte auch den einflussreichen Kunsthistoriker Woldemar von Seidlitz, vortragender Rat für die Generaldirektion der Dresdner Kunstsammlungen, um Unterstützung gebeten. Dieser unterstützte das Projekt. Durch einen Brand wurde das Künstlerhaus 1904 stark beschädigt. Beim Wiederaufbau (1904–1906) entstand das Gebäude in seiner heutigen Form.
1900 wurde neben dem Künstlerhaus das ebenfalls von Pietzsch konzipierte sogenannte „Kleine Künstlerhaus“ fertiggestellt, in dem der Erbauer Pietzsch arbeitete und mit seiner Familie lebte. Hier wurde die Grundstruktur eines alten Weinberghauses umbaut, was eine zum Teil recht originelle Raumgestaltung zur Folge hatte. Die große Atelierwohnung wird ebenfalls nach wie vor von Künstlern bewohnt.
Nachdem das Künstlerhaus Kaiserzeit, Weimarer Republik und Zweiten Weltkrieg nahezu unversehrt überstanden hatte, blieb es zu DDR-Zeiten noch bis 1972 in Familienbesitz. Der Enkel des Erbauers, Wolfram Steude, erhielt keinen Sanierungskredit. Es folgte eine Sanierung durch die Stadt Dresden, bei der die Grundsubstanz gesichert wurde. Nach der Rückgabe des Künstlerhauses an die Familie 1992 wurde es umfassend saniert. Seitdem wird das Wohn- und Atelierkünstlerhaus rein privat seiner ursprünglichen Bestimmung entsprechend von den Erben des Erbauers weitergeführt: bis heute ist das Haus in konsequenter Konstanz von einer Mischung aus freischaffenden und lehrenden bildenden Künstlern, hauptsächlich Malern und einigen Bildhauern, bewohnt.

## Bewohner des Hauses (in der zeitlichen Reihenfolge ihres Aufenthalts)
Im Künstlerhaus wohnten und arbeiteten u. a. die folgenden Künstler: Max Pietschmann von 1898 bis 1904, Georg Müller-Breslau von 1898 bis 1911, Friedrich Offermann, Georg Schwenk von 1898 bis 1936, Anton Josef Pepino von 1900 bis 1921, Walter Gräfenhahn von 1908 bis 1910, Hermann Prell von 1914 bis 1916, Peter Pöppelmann, Sascha Schneider von 1914 bis 1927, Otto Pilz, Otto Petrenz, Elsa Munscheid von 1914 bis 1933, Curt Großpietsch von 1935 bis 1945, Herbert Volwahsen von 1935 bis 1953, Werner Hofmann von 1936 bis 1983, Herbert Lehmann von 1939 bis 1945, Richard Miller, Otto Westphal ab etwa 1942, Josef Hegenbarth, Rudolf Otto, Hermann Glöckner  von 1945 bis 1987, Karl Erich Schäfer von 1950 bis 1962, Hans Jüchser von 1950 bis 1977, Rudolf Letzig von 1951 bis 1953, Helmut Schmidt-Kirstein von 1955 bis 1985, Egon Pukall von 1961 bis 1989, Günther Hornig (1936–2016) von 1963 bis 2016, Peter Makolies von 1982 bis 1998, Veit Hofmann seit 1985, Sándor Dóró seit 1985, Agathe Böttcher von 1992 bis 1996, Ingo und Heidrun Kraft seit 1994, Kerstin Franke-Gneuß seit 1995, Hanif Lehmann seit 2005, Doreen Wolff seit 2005, Henri Deparade seit 2007, Thomas Reichstein, Michael Tauschke im Jahr 2024, Sofía Montaño seit 2024.

## Architektur

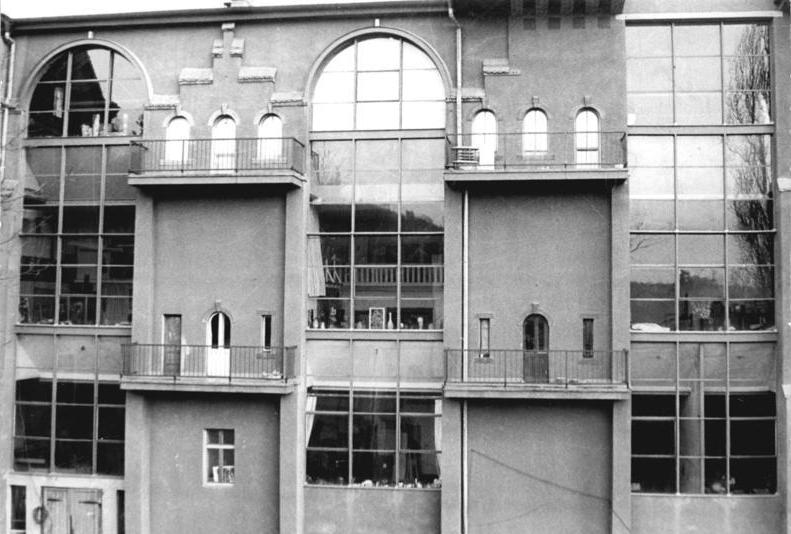
Atelierfenster an der nordwestlichen Fassade

Die Architektur des Künstlerhauses ist eigenwillig. An italienische Bauten erinnernde Elemente finden sich Anklänge an Jugendstil und Sezessionsstil; auch Formen des beginnenden strengen Industriebaus um 1900 sind integriert. Der monumentale Bau wird besonders durch das überkragende flache Dach und die hohen Atelierfenster geprägt. Die Bildhauer Otto Pilz und Eduard Jungbluth waren an der Gestaltung, besonders im Innenbereich, beteiligt. Der Idee einer Künstlergemeinschaft sind verbindende Durchgänge und Türen im Inneren geschuldet, die mehrfach verändert oder verschlossen wurden. Eine Wohn- und Arbeitsgemeinschaft im engeren Sinne kam allerdings nicht zustande.

## Darstellung des Künstlerhauses in der bildenden Kunst
- Rudolf Letzig: Am Künstlerhaus (Tafelbild, um 1951)[5]
- Egon Pukall: Loschwitzer Künstlerhaus (Öl, 66 × 75 cm, 1986)[6]